# DN6A
De DN6A (Drum Național 6A of Nationale weg 6A) is een weg in Roemenië. Hij loopt over de stuwdam Porțile de Fier I naar Servië. De weg is 1 kilometer lang.

## Europese wegen
De volgende Europese weg loopt met de DN6A mee:
- Porțile de Fier I - Servië (gehele traject)